# Mil Mi-26
Mil Mi-26 (Russisk: Ми-26, NATO-rapporteringsnavn Halo) er en russisk/sovjetisk tung transport helikopter der kan indsættes i militære såvel som civile funktioner. Det er den tungeste og mest kraftfulde helikopter i produktion.

## Historie
Mi-26 blev designet til militær og civilt brug, med det krav at den skulle kunne løfte mere end nogen tidligere helikopter. Den første Mi-26 kom i luften 14. december 1977 og de første enheder blev indsat i det sovjetiske militær fra 1983.
Mi-26 var den første helikopter der brugte en otte-bladet rotor. Mens Mi-26 kun er en smule tungere end dens forgænger Mil Mi-6, så er dens løfteevne næsten fordoblet, fra 12 tons til over 20 tons.

## Variationer
- V-29 – Prototype.
- Mi-26 Halo-A – Militær transport.
- Mi-26A – Upgraderet udgave.
- Mi-26M – Større effekt udgave.

- Mi-26MS – Luftevakuations udgave.
- Mi-26NEF-M – Undervandsbådsjæger.
- Mi-26P – Civil transporthelikopter, med plads til 63 passagere.
- Mi-26PK – Flyvende kran helikopter.
- Mi-26T – Civil transporthelikopter.
- Mi-26TC – Transporthelikopter.
- Mi-26TM – Flyvende kran helikopter.
- Mi-26TP – Ildslukningshelikopter.
- Mi-26TS – Eksportudgave af Mi-26T.
- Mi-26TZ – Flyvende brændstofttanker udgave.

## Militære operatører
Mil Mi-26 er i tjeneste i Grækenland, Indien, Laos, Mexico, Peru, Rusland, Sydkorea, Venezuela, Forenede Nationer

## Civile operatører
Aeroflot